# 天河傳說
《天河傳說》是一款由新瑞狮製作開發的角色扮演遊戲，运行于Windows平台，於2003年8月上市。
故事發生於唐朝的安史之亂，與父親同住在采石村的少年「楊別」，在船上與父親聊天的過程中，遇見的「張彩」，而就因這個因素，讓楊別開始了天河的旅途。從天真無憂的生活中，漸漸的感受到慾望是個無底洞、慾望是無情的，愛情、親情的矛盾，讓生命面臨心的抉擇。而一行到達了夢想之地（慾望之地） ——─天河，這會使他們許什麼願望呢？

## 人物介紹
楊別
楊遂的兒子，母親早逝，個性樂觀、開朗，但在走向天河的路途中，變的更加可靠、強壯。武器為釣竿，招數多為回復性的，所以推薦玩家在修練招術時，先從回復性開始練起。與其他的角色比起來，能力值較為平均，但等級會比其他角色在高一點。得到的指環是「神醫」，為張彩所給，效果能在定時內，幫自己與組員補HP和TP。
在離開石洞時，經過一個小鎮，發現宛兒，並答應治療她的病。在被海盜丟下船後，與父親分離，其後漂流到扶桑(日本)，遇見麗子，並一見鍾情。在洛陽客棧時，發現組員長孫無忌。─── 後來四一組，前往天河。
麗子
扶桑（日本）的女孩，為有名名將的女兒，將掉落海裡的楊別救起，後來漸漸愛上揚別，但並不知如何表白，在楊別離開扶桑時，送上一條用熊骨做的項鍊(表示喜愛楊別)。後來因喜愛楊別，而推掉所有的親事，遭驅離扶桑，被驅離後在洛陽國子監學院讀書，與楊別在洛陽客棧巧遇，且加入組隊。
武器為武士刀，算是一位萬人迷，但只因喜愛楊別，所以讓愛她的男生們十分失望。指環為先制，可以使自己在不討論敏捷下，先對怪物發動攻擊，屬性與飛燕類同。在所有的角色中，防禦、幸運較高，而攻擊性招數較強，且多樣化，推薦玩家可先從攻擊性招術開使修練起。
宛兒
為一孤兒，被人利用來從事試藥工作，也因此而可以免於中毒之災，非常崇拜楊別，甚至還有一點喜歡，但最後發現，楊別喜愛的是麗子，才真心祝福他們。
手上的毒素是因為全身中寒毒後，用《千金經》集中在手而造成的。但也因如此，可以用手上的毒素來攻擊敵人。武器為手套，敏捷是所有角色中較高的，使她先攻的機會增高。在招術均為普通，但攻擊招術中，有吸取性的招術，推薦玩家先修練此招，不但省藥，也可以保命。指環為飛燕，速度加快，可以使自己對怪物先發動攻擊，類同於先制。
長孫無忌
在洛陽是個有錢公子，不喜歡人約束，在巧遇中，愛上夢懸，但因夢懸曾經逃過他的婚，所以騙夢懸 ─ 他是「忘懸」，從此之後，用假名與夢懸在一起。
武器為長刀。攻擊力是所有角色中較高的，但招術不多，並且不夠強大。所以推薦玩家攻擊時，多用普通攻擊，這樣不但攻擊次數多，且可練強攻指環的值。指環為強攻，可讓自己的攻擊，在幾回合中加強。

## 外部連結
- 遊戲精靈